# Vuurtoren van North Foreland
De vuurtoren van North Foreland (North Foreland Lighthouse) bevindt zich in het Engelse graafschap Kent. Hij staat op North Foreland, een kalkrots aan het oosteinde van het Isle of Thanet. De vuurtoren geeft de vaarroute naar de monding van de Theems aan. Hij maakte schippers ook attent op de gevaren van de Goodwin Sands, een 16 kilometer lange zandbank. Vanaf 1874 werd deze laatste taak overgenomen door lichtschepen en boeien die in de omgeving van deze ondiepte werden uitgelegd.

## Kenmerken en uitrusting
De 26 meter hoge witte toren heeft de vorm van regelmatige achthoek met bovenaan een rond lichthuis, dat via een trap met 95 treden kan bereikt worden. Het licht, dat wordt gebundeld door een vaste catadioptrische optiek, heeft een sterkte van 60 800 candela en is zichtbaar tot op een afstand van 19 zeemijl. De toren vertoont om de 20 seconden 5 flitsen die rood of wit zijn naargelang de positie van de waarnemer, zodat de installatie ook als sectorlicht dienstdoet. De toren is ook uitgerust met een Maritiem Mobile Service Identiteit-nummer (MMSI-nummer). Met dit uniek getal van 9 cijfers kan hij als radiostation geïdentificeerd worden. Bovendien kan de toren door middel van een Automatic Identification System of AIS automatisch gegevens uitwisselen met schepen of met andere navigatiemiddelen. Zo kunnen schepen bijvoorbeeld hun plaats of bestemming doorgeven. De toren wordt gecontroleerd vanuit het Planning Centre van Trinity House in Harwich, Essex. Deze vennootschap beheert vuurtorens en andere navigatiemiddelen in Engeland, Wales, de Kanaaleilanden en Gibraltar.

## Geschiedenis

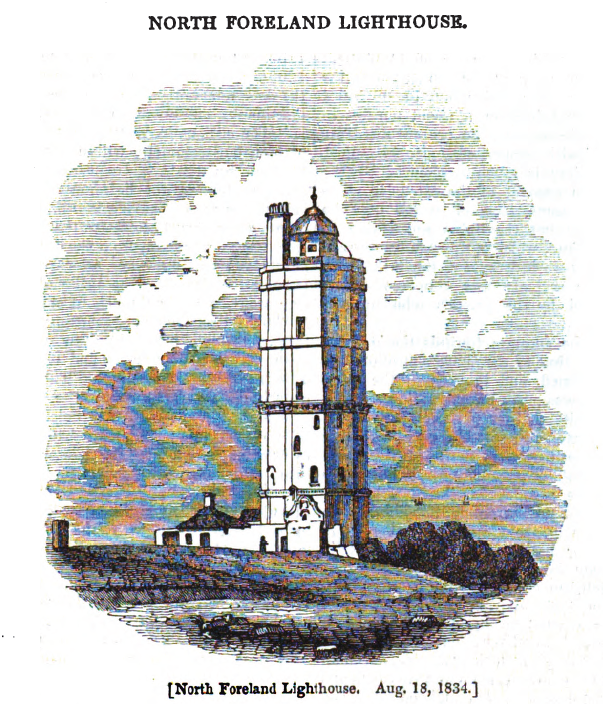
Illustratie van de vuurtoren van North Foreland.

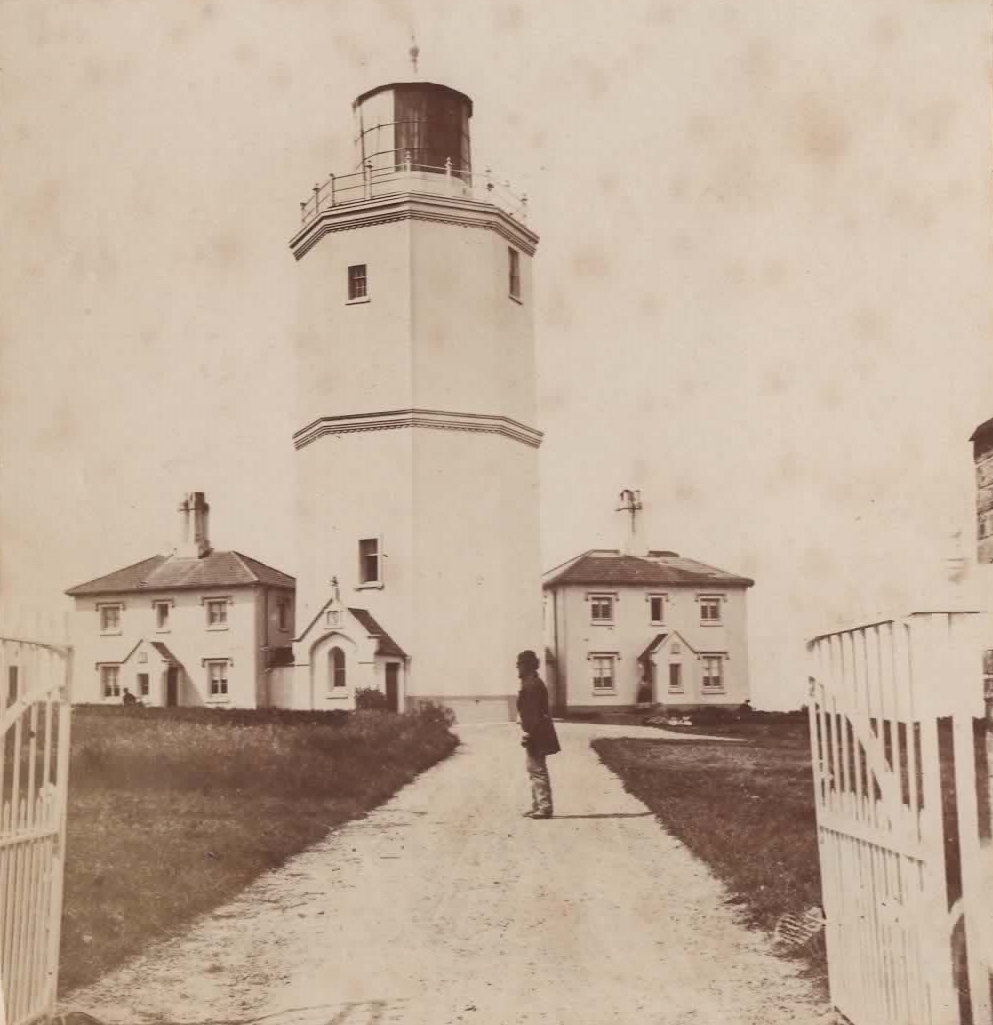
De vuurtoren van North Foreland rond 1880.

### De torens van Meldrum
Vanaf 1499 was er een licht vanop de kalkrots zichtbaar maar van een echte vuurtoren was er pas sprake wanneer de Engelse koning Karel I in 1636 aan Sir John Meldrum de toelating gaf om de vuurtorens die Meldrum had opgericht op zowel North als South Foreland verder in stand te houden. Waarschijnlijk bestond de vuurtoren op North Foreland uit een met gips en houtwerk opgetrokken huis, waarop een grote glazen lantaarn gemonteerd was. Toen het huis in 1683 per ongeluk volledig afbrandde werd er op diezelfde plaats een baken opgericht dat bestond uit een paal waarop een lantaarn met een enkele kaars werd gehesen.

### Aanpassingen door Greenwich Hospital
In 1691 werd een 12 meter hoge achthoekige stenen toren opgetrokken, met daarop een kolenvuur dat op een rooster in open lucht werd gestookt. Deze stenen constructie vormde de basis voor de huidige vuurtoren. Rond 1719 werd dit vuur ondergebracht in een soort lantaarn, waar het met blaasbalgen aangewakkerd werd. Schippers klaagden over de slechte zichtbaarheid van het licht en Greenwich Hospital, de eigenaar van de vuurtoren, liet in 1730 het oorspronkelijke open vuur opnieuw installeren. In 1793 werd dit vuur verdrongen door een modernere lichtbron die bestond uit achttien olielampen. In datzelfde jaar werd de toren ook verhoogd met twee verdiepingen.

### Beheer door Trinity House
Na de aankoop van de toren door Trinity House in 1832 werd hij geregeld aangepast en gemoderniseerd. Rond 1860 werden twee personeelswoningen bijgebouwd die elk door middel van een gang met de toren verbonden waren. Bovenaan de toren werd een lichthuis aangebracht waarin in 1894 twee oliebranders met acht wieken werden geïnstalleerd. Deze lichtbron werd in 1904 opgevolgd door een drievoudige brander met gloeikousen. In 1923 kwam er een brander van het type Hood voor in de plaats, die werkte op petroleumdampen. In 1920 werd de vuurtoren voorzien van een elektrische lichtbron.
Tijdens de Tweede Wereldoorlog was de vuurtoren uitgerust met een radarstoorzender. De toren vormde hiermee een schakel in de keten met stoorzenders langs de Engelse zuidkust. Deze installaties probeerden de radarapparatuur te verstoren die de Duitsers in Frankrijk en Nederland hadden opgesteld om het luchtverkeer boven Het Kanaal te kunnen observeren. De apparatuur bevond zich in de kamer onder het lichthuis, de antennes waren op de torengalerij geïnstalleerd.
North Foreland was de laatste toren in het beheer van Trinity House die werd geautomatiseerd. In 1998 leidde de hertog van Edinburgh, de toenmalige Master van Trinity House, een ceremonie waarop de laatste vuurtorenwachters aanwezig waren. Op 26 november 1998 sloot de hoofdwachter voor de laatste keer de deur van de toren.

## Gebouw van historisch belang
Op 24 januari 1950 werden de vuurtoren en de bijhorende gebouwen ingeschreven als een grade II listed building op de Statutory List of Buildings of Special Architectural or Historic Interest. Deze lijst bevat gebouwen en monumenten met een bijzondere architecturale of historisch waarde. Met deze registratie werd de vuurtoren geklasseerd als een gebouw van speciaal belang dat in zijn huidige toestand moet bewaard blijven.